# Biserica Bob din Sebeș

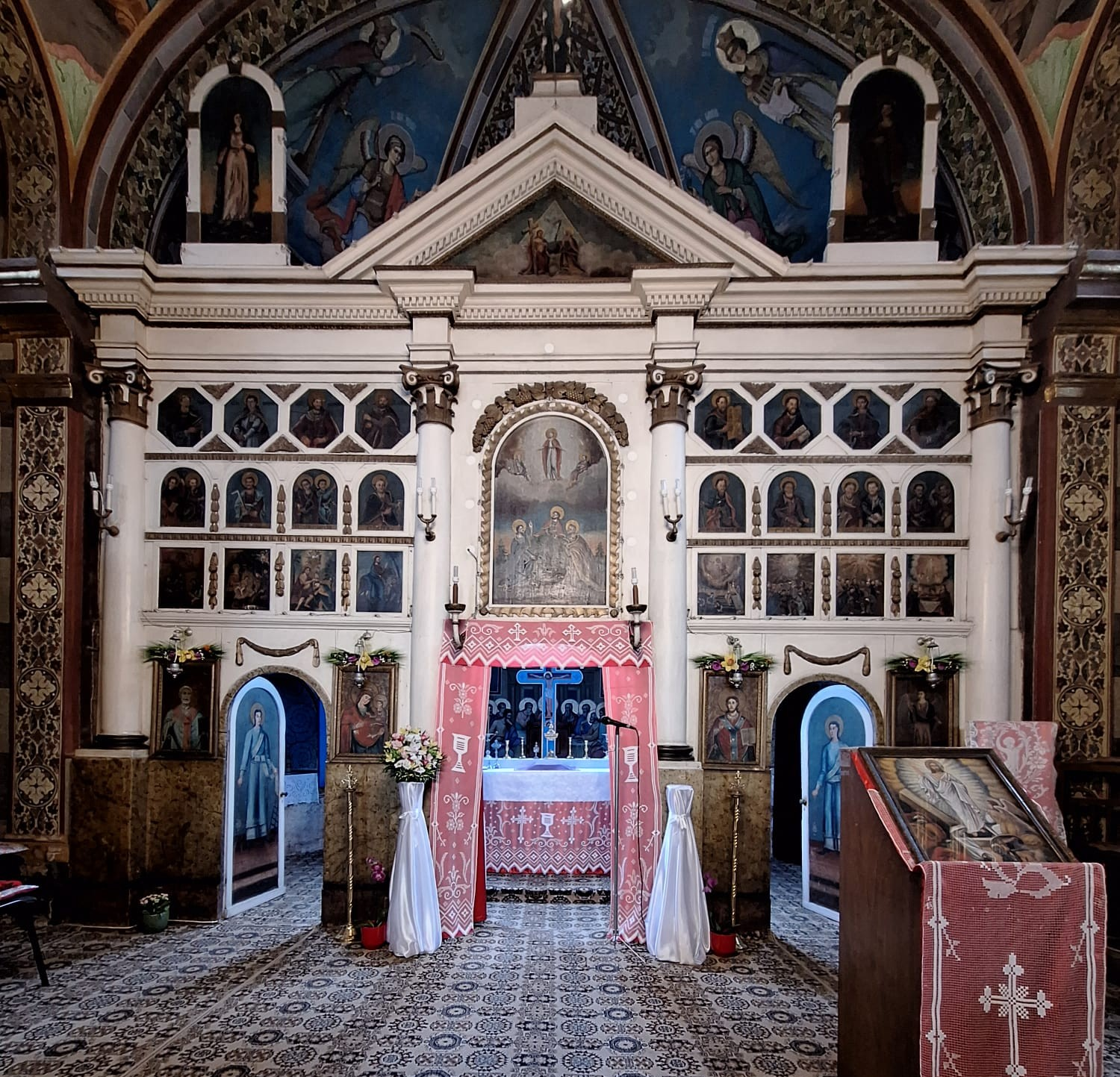
Iconostasul (identic cu cel de la Biserica Bob din Cluj, care a fost alterat cu ocazia unei intervenții din anul 2022)

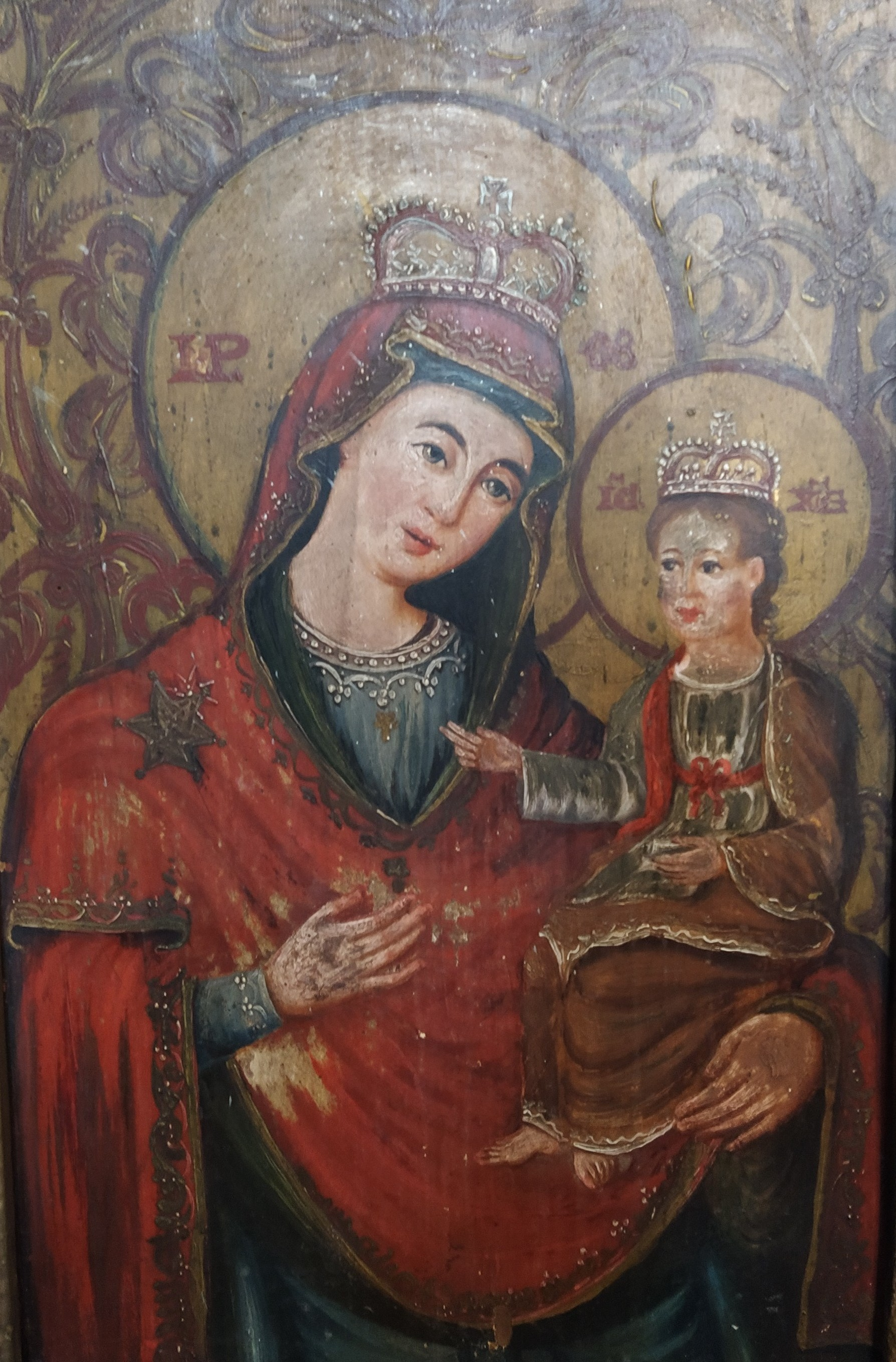
Copia Icoanei de la Nicula

Biserica Bob din Sebeș, cu hramul „Schimbarea la Față”, este primul lăcaș de cult greco-catolic din municipiul Sebeș. Biserica a fost terminată în anul 1818 și sfințită de episcopul Ioan Bob în data de 11 iunie 1818. Spre deosebire de Biserica Învierea Domnului din Sebeș, ortodoxă, care este cu un an mai nouă, acest lăcaș nu are statutul de monument istoric.

## Istoric
Arhitect și constructor al bisericii a fost meșterul Antal Balog din Cluj, pe care un an mai târziu l-au angajat și ortodocșii, pentru construirea bisericii lor, situată în imediata vecinătate.
Din 1913 până în 1943 paroh al acestei biserici a fost preotul Ioan Simu. Acesta a fost delegat la Marea Adunare Națională de la Alba Iulia și un apropiat al lui Iuliu Maniu (PNȚ). În anul 1922 a întrunit majoritatea voturilor pentru a fi ales în Parlamentul României, însă comisia electorală a validat alegerea candidatului PNL, care întrunise voturi mai puține. La 3 august 1946, deși era protopop pensionar, a fost agresat și bătut de simpatizanții Frontului Național Democrat, adversarii politici ai lui Iuliu Maniu.
În 1921 epitropii bisericii erau notarul public Ioan Drăgan, medicul Ioan Elecheș și funcționarul orășenesc Victor Săbăduș.

## Interiorul
Pe balustrada tribunei se află blazonul episcopului Ioan Bob, însoțit de inscripția în limba latină care îi atestă calitatea de ctitor: „Sacra Deo aedes erectae suis / pietate per Reverendi Ioannis / Babb episcopi Fogarasiensis” („Sfântul lăcaș al Domnului ridicat pentru evlavia Sa de respectabilul Ioan Bob, episcop de Făgăraș”).
Icoana Maicii Domnului de pe iconostasul actual este o copie a icoanei de la Nicula, mutată la Biserica Iezuiților din Cluj.

## Galerie de imagini

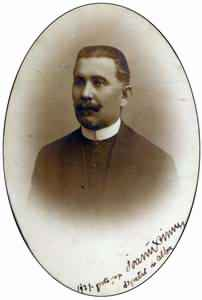
Ioan Simu, paroh al bisericii în perioada 1913-1946